# Camarophyllus aurantiopallens
Camarophyllus aurantiopallens är en svampart som beskrevs av E. Horak 1973. Camarophyllus aurantiopallens ingår i släktet Camarophyllus och familjen Hygrophoraceae.   Inga underarter finns listade i Catalogue of Life.